# Sadarghat
Sadarghat – nabrzeże w podejściu miasta Dhaka do rzeki Buriganga. Jest on również centralnym punktem Buckland Bund. Pierwotnie był zbudowany jako miejsce do cumowania łodzi. Duże statki nie mogą obecnie go używać z powodu zanikania wejścia do koryta rzeki i ogólnego zmniejszenia zdolności nawigacyjnej śródlądowych dróg wodnych. W latach 20 XIX wieku biura Magistrate and Collector i wielu innych biur stopniowo przesuwały się na wschód do miejsc blisko Sadarghat, a miejscowości na północ od niego wyrosły jako nowe centrum miasta.

## Czasy współczesne

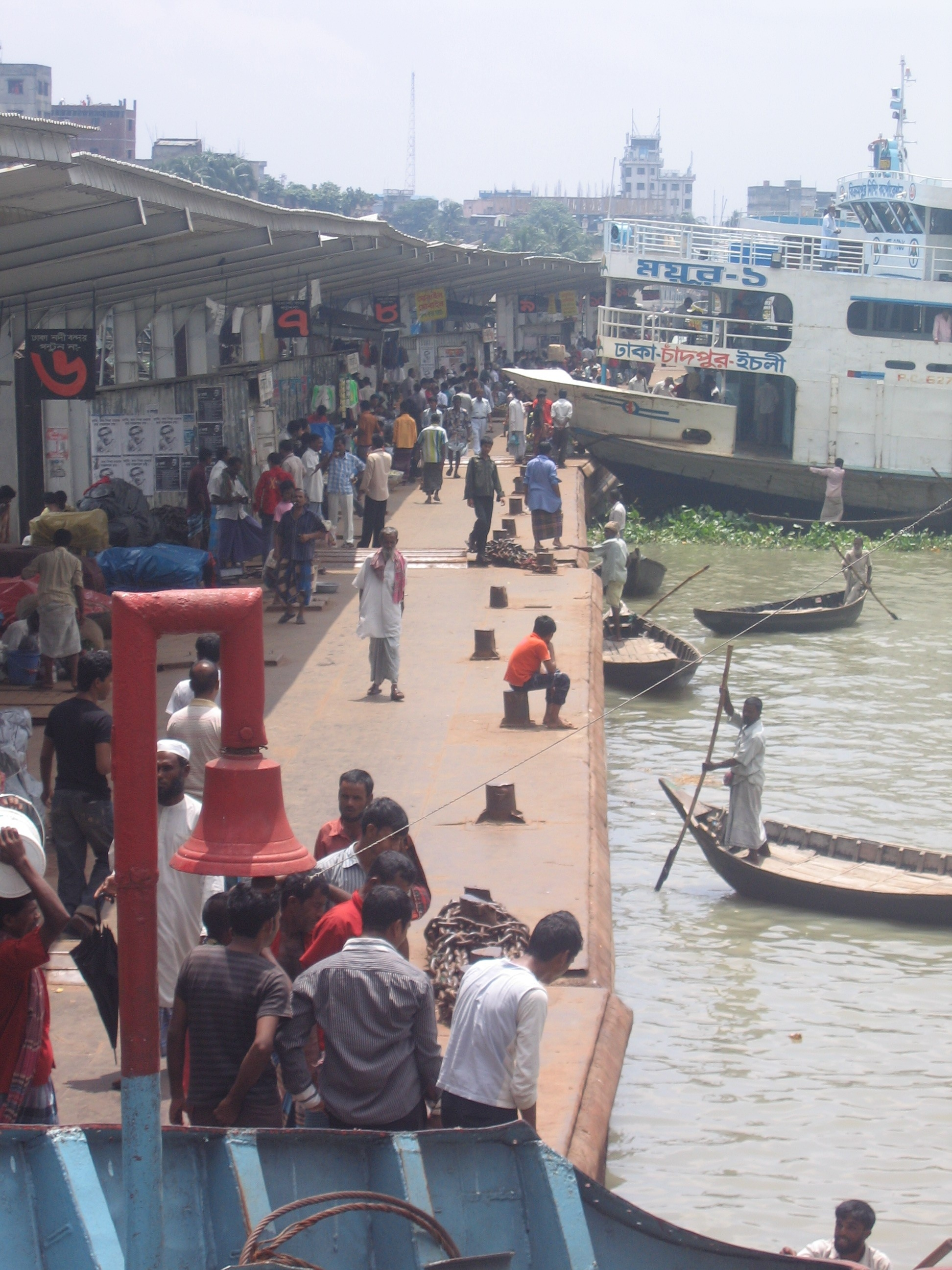
Sadarghat obecnie

Obecnie setki łodzie docierają do Sadarghat i wypływają z niego, ułatwiając komunikację z innymi dzielnicami (głównie południowymi). Barki przewożące ładunki korzystają z Sadarghat również jako punkt cumowania i odpłynięcia. Sadarghat stał się też dużym rynkiem owoców, warzyw i różnych artykułów. Jest w nim również terminal dla parowców przewożących pasażerów.